# Lista de medalhas azeris nos Jogos Olímpicos da Juventude
Esta é uma lista das medalhas conquistadas pelo Azerbaijão nas Olimpíadas da Juventude. Atletas azeris só conquistaram medalhas em Jogos de Verão.

## A Lista
| Edição                            | Medalha | Nome               | Esporte        | Evento                           |
| --------------------------------- | ------- | ------------------ | -------------- | -------------------------------- |
| Verão de 2010 (5 Ouros, 3 Pratas) | Ouro    | Nijat Rahimov      | Halterofilismo | Até até 69 kg masculino          |
| Verão de 2010 (5 Ouros, 3 Pratas) | Ouro    | Murad Bazarov      | Luta           | Greco-romana até 42 kg masculino |
| Verão de 2010 (5 Ouros, 3 Pratas) | Ouro    | Elman Mukhtarov    | Luta           | Greco-romana até 50 kg masculino |
| Verão de 2010 (5 Ouros, 3 Pratas) | Ouro    | Patimat Bagomedova | Luta           | Livre até 52 kg feminino         |
| Verão de 2010 (5 Ouros, 3 Pratas) | Ouro    | Ali Magomedabirov  | Luta           | Livre até 100 kg masculino       |
| Verão de 2010 (5 Ouros, 3 Pratas) | Prata   | Salman Alizadeh    | Boxe           | Peso mosca-ligeiro (48 kg)       |
| Verão de 2010 (5 Ouros, 3 Pratas) | Prata   | Elvin Isayev       | Boxe           | Peso pena (57 kg)                |
| Verão de 2010 (5 Ouros, 3 Pratas) | Prata   | Kanan Guluyev      | Luta           | Livre até 54 kg masculino        |
| Inverno de 2012 (Sem medalhas)    | —       | —                  | —              | —                                |
|                                   |         |                    |                |                                  |
| Totais - Verão                    |         |                    |                |                                  |
| Ouro                              | 5       | 5                  | 5              | 5                                |
| Prata                             | 3       | 3                  | 3              | 3                                |
| Bronze                            | 0       | 0                  | 0              | 0                                |
| Total                             | 8       | 8                  | 8              | 8                                |
| Totais - Inverno                  |         |                    |                |                                  |
| Ouro                              | 0       | 0                  | 0              | 0                                |
| Prata                             | 0       | 0                  | 0              | 0                                |
| Bronze                            | 0       | 0                  | 0              | 0                                |
| Total                             | 0       | 0                  | 0              | 0                                |
| Totais - Verão + Inverno          |         |                    |                |                                  |
| Ouro                              | 5       | 5                  | 5              | 5                                |
| Prata                             | 3       | 3                  | 3              | 3                                |
| Bronze                            | 0       | 0                  | 0              | 0                                |
| Total de Medalhas                 | 8       | 8                  | 8              | 8                                |